# William Patrick Hitler

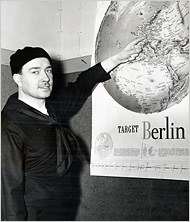
William Patrick Hitler als Mitglied der U.S. Navy zwischen 1944 und 1947

William Patrick Hitler (später William Stuart-Houston) (* 12. März 1911 in Liverpool, England; † 14. Juli 1987 auf Long Island, New York) war ein Halbneffe von Adolf Hitler.

## Leben
William Patrick Hitler war der Sohn von Alois Hitler jr. und der Irin Bridget Dowling (1891–1969). Williams Vater Alois lebte zeitweise in Dublin, wo er 1909 Dowling kennenlernte. 1910 heiratete das Paar und zog nach Liverpool. Dort wurde William, das einzige Kind aus dieser Verbindung, im Jahr 1911 geboren.
William Hitler arbeitete als Buchhalter in London. Als sein Onkel Adolf Hitler an die Macht kam, hoffte er, mit dessen Hilfe Karriere machen zu können. Er gab seine Stelle auf und reiste nach Deutschland. Nach der Kontaktaufnahme verschaffte der Onkel dem Neffen eine Stelle bei dem Autohersteller Opel, die aber dem stark zum Extravaganten neigenden William Patrick wenig zusagte. Briefe aus dieser Zeit lassen obendrein annehmen, dass er zumindest versuchte, vom Onkel Geld und andere Vorteile zu erpressen, indem er mit der Preisgabe von familiären Geheimnissen drohte. Prompt soll ihn der Diktator auch als einen seiner „widerlichsten Verwandten“ bezeichnet haben. Schon recht bald ging William Patrick wieder nach England zurück – ob von seinem Onkel Adolf enttäuscht, wie er selbst angab, oder unter Druck, ist nicht genau bekannt. Er hielt daraufhin Vorträge und schrieb ein Buch über seine Erfahrungen mit Adolf Hitler.
Im Jahr 1939 zog William Patrick mit seiner Mutter in die USA. Beim Ausbruch des Zweiten Weltkriegs und während der Kriegserklärung Deutschlands und Italiens an die Vereinigten Staaten im Dezember 1941 hielt er sich dort auf und trat in der amerikanischen Öffentlichkeit zeitweise als gefragter Interviewpartner auf. In humoristisch-beredsamer Manier positionierte er sich dabei in der Art des sympathischen Neffen, der pflichtgemäß gegen die zu verabscheuenden Machenschaften seines Onkels eintritt. So meldete er sich dann auch freiwillig zum Medical Corps der US-Marine, er wurde jedoch zunächst von den ihm gegenüber stets misstrauischen Behörden abgewiesen. 1944 gelang es ihm schließlich doch noch unter Anteilnahme der amerikanischen Presse, in die US Navy aufgenommen zu werden.
William Patrick Hitler wurde 1947 aus der US Navy entlassen. War er während des Krieges ganz offen mit seiner Verwandtschaft zum „Führer“ umgegangen, verhielt er sich in dieser Beziehung nach dem Krieg sehr viel zurückhaltender. Aus der Öffentlichkeit zog sich der sich einstmals gerne schillernd gebende William Patrick komplett zurück und nahm den Nachnamen Stuart-Houston an.

### Späte Jahre
Der Süddeutschen Zeitung zufolge siedelte er später nach Patchogue auf Long Island über, wo er ein Labor für Blutproben betrieb. Er starb 1987 und liegt heute auf einem katholischen Friedhof in der Nähe von New York auf Long Island begraben. Auf dem Grabstein steht der neue Nachname Stuart-Houston, das dem Namen der historischen Persönlichkeit Houston Stewart Chamberlain auffällig ähnelt, dessen Ideen das Weltbild Adolf Hitlers mitgeprägt haben.

### Familie
William Hitler hatte mit seiner Frau Phyllis (1925–2004), die er 1947 ehelichte, vier Kinder, die aber nicht den Namen Hitler tragen. Der erstgeborene Sohn (* 1949) trägt die Vornamen Alexander Adolf. Die Kinder konnten ein Gerichtsurteil erwirken, wonach ihr derzeitiger Nachname in den öffentlichen Medien nicht ohne Weiteres verbreitet werden darf. Zwei der drei überlebenden Söhne eröffneten einen Gartenbaubetrieb, aus dem sie sich aber inzwischen wieder zurückgezogen haben, der dritte ist Sozialarbeiter und Psychotherapeut. Der drittgeborene Sohn (1957–1989) war als einziger der vier Brüder verheiratet und starb bei einem Autounfall. Alle vier amerikanischen Großneffen Adolf Hitlers sind, nach allgemeinem Kenntnisstand, kinderlos.

## Auszeichnungen
William Patrick Hitler erhielt während seinem Dienst in der US-Marine folgende Auszeichnungen:
- Purple Heart
- World War II Victory Medal
- Asiatic-Pacific Campaign Medal

## Filmdokumentationen
- Oliver Halmburger und Thomas Staehler: Familie Hitler. Im Schatten des Diktators. Dokumentarfilm. Unter Mitarbeit von Timothy Ryback und Florian Beierl. Oliver Halmburger Loopfilm GmbH, München und ZDF-History, Mainz 2005. In ergänzter und überarbeiteter 44-minütiger Version am 8. November 2011 ausgestrahlt unter dem Titel Hitlers Familie als Teil 1 der 6-teiligen ZDF-Reihe Geheimnisse des Dritten Reiches.